# Francesc Madurell i Torres
Francesc Madurell i Torres (Barcelona, primera meitat segle XX) fou un escultor modernista.
Va néixer al carrer Montseny 34 a Barcelona, a la Vila de Gracia.
Va participar en la "I Exposició d'Artístes Independents" de 1907 i a la "VI Exposició Internacional d'Art" de 1911.
Va ser dissenyador de medalles commemoratives.
Va col·laborar amb Domènech i Montaner a l'Hospital de Sant Pau dissenyant les peces ceràmiques amb relleu del pavelló d'administració.
va participar en la decoració dels capitells de la Casa de les Punxes de l'Avinguda Diagonal.
Es va traslladar a França sota el pseudonim "François Madurell", ell va crear caixas de joies.
Al 1960 va tornar a Espanya i va alternar la vida entre Barcelona, esporàdicament i Madrid molt més fixe.
Va morir a Madrid el any 1968, a la edat de 78 anys.